# تيتور غيستسون
تيتور غيستسون (بالدنماركية: Teitur Gestsson)‏ (19 أغسطس 1992 بكوبنهاغن في الدنمارك - ) هو لاعب كرة قدم دانمركي في مركز حراسة المرمى. شارك مع منتخب جزر فارو تحت 17 سنة لكرة القدم ومنتخب جزر فارو تحت 19 سنة لكرة القدم ومنتخب جزر فارو تحت 21 سنة لكرة القدم ومنتخب جزر فارو لكرة القدم. أما مع النوادي، فقد لعب مع هافنار بولتفيلاغ.

## وصلات خارجية
- تيتور غيستسون على موقع الاتحاد الدولي (مؤرشف)  (الإنجليزية)
- تيتور غيستسون على موقع الاتحاد الأوربي (الإنجليزية)
- تيتور غيستسون على موقع قاعدة بيانات كرة القدم.إي يو (الإنجليزية)
- تيتور غيستسون على موقع ناشيونال فوتبول تيمز (الإنجليزية)
- تيتور غيستسون على موقع Soccerway.com (الإنجليزية)
- تيتور غيستسون على موقع عالم كرة القدم.نت (الإنجليزية)